# Carlos Moro González
Carlos Moro González (Valladolid, 17 de abril de 1953) es un empresario español cuyos antecedentes familiares siempre han estado vinculados a la viña y el vino.

## Biografía
Es ingeniero agrónomo, fundador y presidente de Bodegas Familiares Matarromera, empresa ubicada en la Ribera del Duero y fundador de otras once bodegas más ubicadas en siete denominaciones de origen: Ribera del Duero, Cigales, Rueda, Toro, Rioja, Ribeiro y Rías Baixas.
Cursó estudios en Enología y Viticultura por la Universidad Politécnica de Madrid, Diplomado en Economía de la PYME, por la Universidad Complutense de Madrid, en Economía de Empresa, por la Universidad Politécnica de Madrid y Máster en Tecnologías de la Información y las Comunicaciones. Pertenece, además, al Cuerpo Superior de Administradores Civiles del Estado (1983) y al Cuerpo Superior de Sistemas y Tecnologías de la información (1992).
Carlos Moro es presidente de APD Castilla y León, vicepresidente de la Plataforma Tecnológica del Vino y forma parte de la Comisión Ejecutiva de la Federación Española del Vino y de la Fundación Riojana para la Innovación. 
Ha sido presidente de Vitartis, Asociación Empresarial de Biotecnología Alimentaria y del sector agroalimentario en Castilla y León; presidente de la Ruta del Vino de Rueda, y miembro del Patronato de la Fundación Princesa de Girona. También es miembro de la Junta Directiva de la Cámara Hispano-alemana y vocal del Consejo Social de la Universidad de Valladolid.
En los últimos años, ha fundado la empresa Abrobiotec, de eminente carácter innovador, que apuesta por la investigación en el sector biotecnológico. 
Durante su trayectoria ha contribuido a crear el conglomerado empresarial más diversificado de la industria agroalimentaria de Castilla y León.
En el año 2011 se creó la Fundación Carlos Moro de Matarromera, dedicada al cuidado de las personas y comprometida con los colectivos más desfavorecidos. 
Recibió la Medalla al Mérito Turístico en Sostenibilidad y Calidad 2014 en reconocimiento a la creación del Centro de Interpretación Vitivinícola Emina en Valbuena de Duero (Valladolid), que ha supuesto una revolución en el panorama vitivinícola nacional.
Recibió el Premio Nacional de Innovación y de Diseño 2016, en la modalidad Trayectoria innovadora. Este galardón reconoce a empresarios y profesionales con una trayectoria excelente y ejemplar, de al menos diez años, en la que la innovación haya sido una de las características relevantes.
En el año 2021 fue nombrado Alcaide de Honor del Museo Provincial del Vino de Peñafiel y el Premio Corporate en la categoría de Valores en la empresa. 

## Bodegas
Carlos Moro funda Bodega Matarromera en 1988 en Valbuena de Duero, en pleno corazón de la Ribera del Duero. Tras Matarromera, fue creando otras bodegas como Valdelosfrailes en 1988, en el corazón de la Denominación de Origen Cigales; o Rento en el año 2000, una pequeña bodega de culto ubicada a orillas del Río Duero en Olivares de Duero (D.O. Ribera del Duero). En 2005 nació la Bodega Emina Ribera del Duero, una revolución en el panorama vitivinícola nacional, ya que además de una espectacular bodega con una arquitectura vanguardista, incluye un complejo enoturístico que catapultó a Emina como el gran referente o de Castilla y León y de la Ribera del Duero en este sector. La creación de la Bodega Emina Rueda en Medina del Campo en la D.O. Rueda o la llegada de Bodega Cyan en la D.O. Toro completan un abanico bodeguero en Castilla y León.
En 2014 decide dar un paso más en su trayectoria vitivinícola constituyendo Bodega CM de Matarromera en San Vicente de la Sonsierra y adentrándose en una prestigiosa D.O.Ca. Rioja. En 2019 la compañía aterriza en otra prestigiosa denominación de origen española constituyendo la bodega Casar de Vide en Galicia (Castrelo de Miño) en la D.O. Ribeiro. Zona de variedades de uvas únicas como la Treixadura, Godello, Torrontés y Albariño.
El año 2022 supone una fuerte apuesta por Galicia y sus vinos. Bodega Sanclodio en la D.O. Ribeiro y Bodega Viña Caeira en Rías Baixas se suman al prestigioso grupo de bodegas boutique.

## Publicaciones
- Pasión por la tierra, pasión por la empresa (2019).
- Matarromera, 25 Aniversario (2013).
- Carlos Moro, las raíces de un sueño (2012).
- Tecnología para competir. Desarrollos Tecnológicos que han impulsado a la empresa española (2011)
- El Sector Aeroespacial Español. Ministerio de Industria y Energía (1993)
- Los Quesos de Valladolid (1992).
- La tecnología de los Sistemas Expertos y su Aplicación al Sector Público (1989).
- Guía Práctica de los Quesos de España II (1989).
- Guía Práctica de los Quesos de España I (1985).
- La Guía de los quesos de Castilla y León (1982).